# Hanshin-Kōshien-Stadion

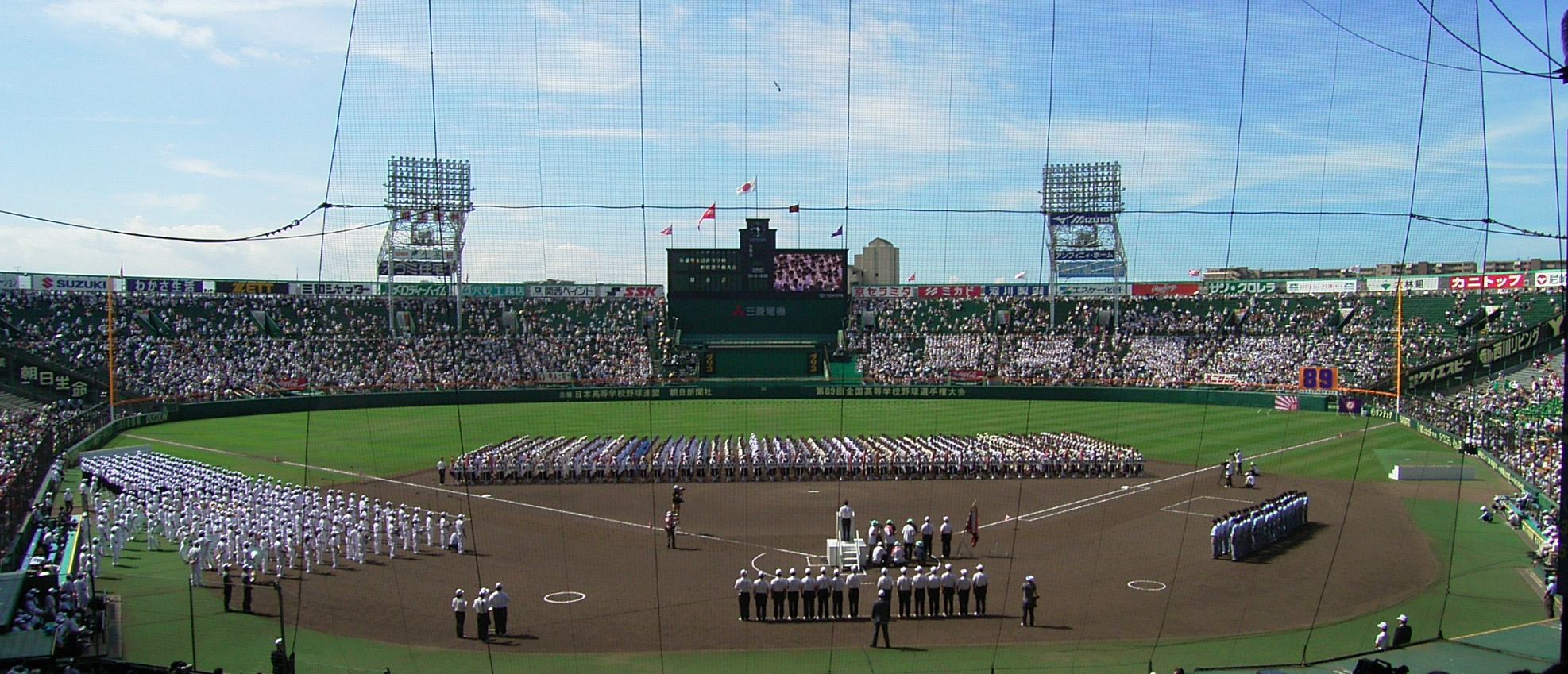
Kōshien-Stadion

Das Hanshin-Kōshien-Stadion (jap. 阪神甲子園球場, Hanshin kōshien kyūjō, kurz 甲子園, kōshien) ist ein Baseballstadion in der Region Kōshien der japanischen Stadt Nishinomiya (Präfektur Hyōgo). Es ist vor allem für die dort ausgetragene Endrunde der Oberschulen-Meisterschaften berühmt. Der Begriff wird auch als Synonym für dieses Turnier benutzt, darüber hinaus auch für andere nationale Wettbewerbe von Oberschülern, auch wenn die weder mit Baseball noch mit dem Stadion etwas zu tun haben. 

## Etymologie
„Kōshi“ (甲子) ist die Bezeichnung für das erste Jahr im 60-Jahre-Rhythmus der chinesischen Astrologie. Dieser Namensbestandteil wurde gewählt, weil das Stadion 1924 gebaut wurde und dieses Jahr in die Kategorie fällt. Der andere Bestandteil „en“ (園) bedeutet im gewöhnlichen Kontext Garten oder Park – im erweiterten Kontext, ein Gelände oder eine Fläche für einen bestimmten Zweck.  Ein Baseballstadion wird im Englischen häufig als "Ballpark" bezeichnet.

## Stadion
Das Stadion fasst über 50.000 Besucher und ist Heimspielstadion der Hanshin Tigers. Es wurde 1924 gebaut, wobei man sich an dem Stadion Polo Grounds in New York orientierte.
1929 wurde die Haupttribüne von einer Holzkonstruktion auf Stahlbeton umgebaut. Beim großen Erdbeben von Kōbe 1995 wurde die Haupttribüne schwer beschädigt.

## Oberschulen-Meisterschaft im Baseball
Die „landesweite Baseballmeisterschaft der Oberschulen“ (全国高等学校野球選手権大会, zenkoku kōtō-gakkō yakyū senshuken taikai), meist kurz „Sommer-Kōshien“ (夏の甲子園, natsu no Kōshien) genannt, wird jährlich seit 1915 im Kōshien ausgetragen. Seit 1924 findet zusätzlich jedes Jahr im Frühjahr das „Auswahlbaseballturnier der Oberschulen“ (選抜高等学校野球大会, senbatsu kōtō-gakkō yakyū taikai), der „Frühjahrs-Kōshien“ (春の甲子園, haru no Kōshien), statt.
Die beiden Turniere sind neben der Profimeisterschaft Höhepunkte des nationalen Baseballkalenders und werden im Radio und Fernsehen live übertragen. Die Stars des Turniers werden regelmäßig in den nächsten Jahren professionelle Baseball-Spieler. Veranstalter ist der japanische Oberschulbaseballverband zusammen mit großen Medienunternehmen: der Verlag der Asahi Shimbun beim Sommer-Kōshien und der Verlag der Mainichi Shimbun beim Frühjahrskōshien.
Am Sommerkōshien nehmen 49 Mannschaften teil: je zwei Oberschulen aus den Präfekturen Tokio und Hokkaidō und je eine aus jeder weiteren Präfektur. Bereits die Ergebnisse der ab Mitte Juni stattfindenden vorgeschalteten Präfekturqualifikationsturniere werden in nationalen Medien berichtet. Das Turnier wird im K.-o.-System durchgeführt, wobei ausgelost wird, welche Mannschaften bereits in der ersten oder erst in der zweiten Runde spielen müssen. Beim Frühjahrskōshien spielen – ebenfalls im K.-o.-System mit einer Runde weniger – 32 Oberschulen, die vom Oberschulbaseballverband aufgrund ihrer Leistungen bei regionalen Qualifikationsturnieren im Herbst eingeladen werden.

## Koshien Bowl
Seit 1949 wird jeweils im Dezember das Endspiel um die Universitätsmeisterschaft im American Football im Kōshien-Stadion ausgetragen. Von 1983/84 bis 2020/21 zog der Sieger dieses Koshien Bowl in den Rice Bowl gegen den Sieger der professionellen X-League ein.